# Educació a Egipte

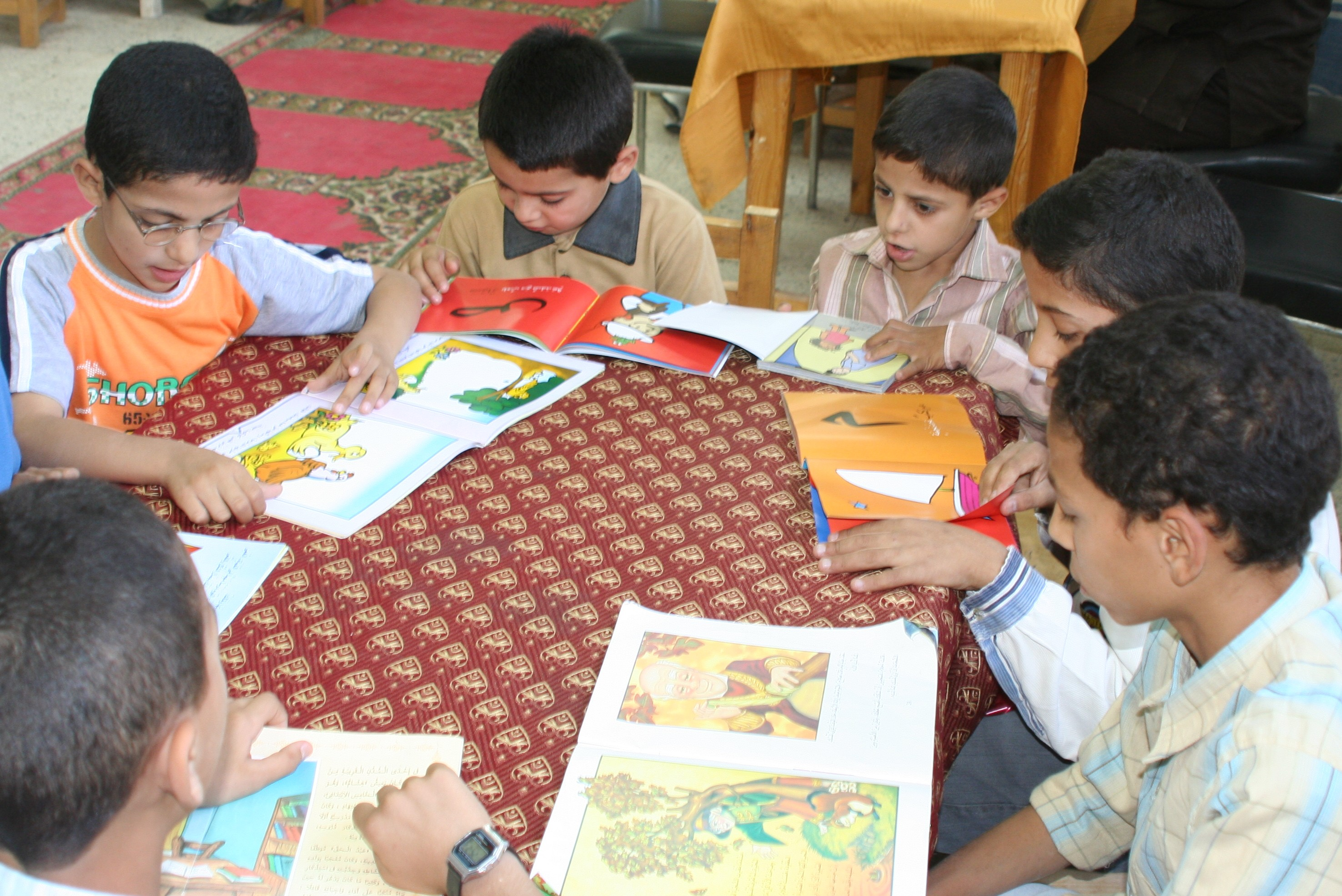
Nois egipcis llegint

Egipte té el sistema educatiu més gran d'Àfrica, i ha crescut ràpidament des de principis de la dècada de 1990. Els últims anys, el govern d'Egipte ha prioritzat la millora del sistema educatiu. Segons l'Índex de Desenvolupament Humà (IDH), Egipte es troba en el lloc 108 d'IDH, i va ser novè entre els deu països amb menys IDH a l'Orient Mitjà i a l'Àfrica del Nord el 2014. Amb l'ajuda del Banc Mundial i altres organitzacions multilaterals, Egipte intenta fomentar l'accés a l'educació a la infància, i la inclusió de les TIC en tots els nivells de l'educació, especialment a nivell terciari. El govern és responsable d'oferir educació gratuïta en tots els nivells. La despesa total en educació va ser d'aproximadament el 12,6% el 2007. La inversió en educació com a percentatge del PIB va créixer al 4,8 el 2008, però va caure al 3,7 el 2007. El Ministeri d'Educació també intenta canviar d'un model altament centralitzat a oferir més autonomia a institucions individuals.
El sistema d'educació públic a Egipte té tres nivells: la fase d'educació bàsica entre 4 i 14 anys: dos anys de parvulari, seguits de sis anys d'escola primària i tres d'escola preparatòria (Nivell 2 d'ISCED). Posteriorment, hi ha tres anys d'escola secundària (Nivell 3 d'ISCED) pels anys 15–17, i un nivell terciari. L'educació és obligatòria durant 9 anys acadèmics entre les edats de 4 i 14 anys. Tots els nivells d'educació són gratuïts en les escoles gestionades pel govern. Segons el Banc Mundial, hi ha grans diferències en els nivells d'assoliment de rics i pobres, també conegut com a "bretxa de riquesa". Tot i que els anys d'escola medians completats pels rics i els pobres és només d'un o dos anys, la bretxa de riquesa arriba als nou o deu anys. En el cas d'Egipte, la desigualtat econòmica era de 3 anys a mitjan dècada de 1990.